# فنان الجوع

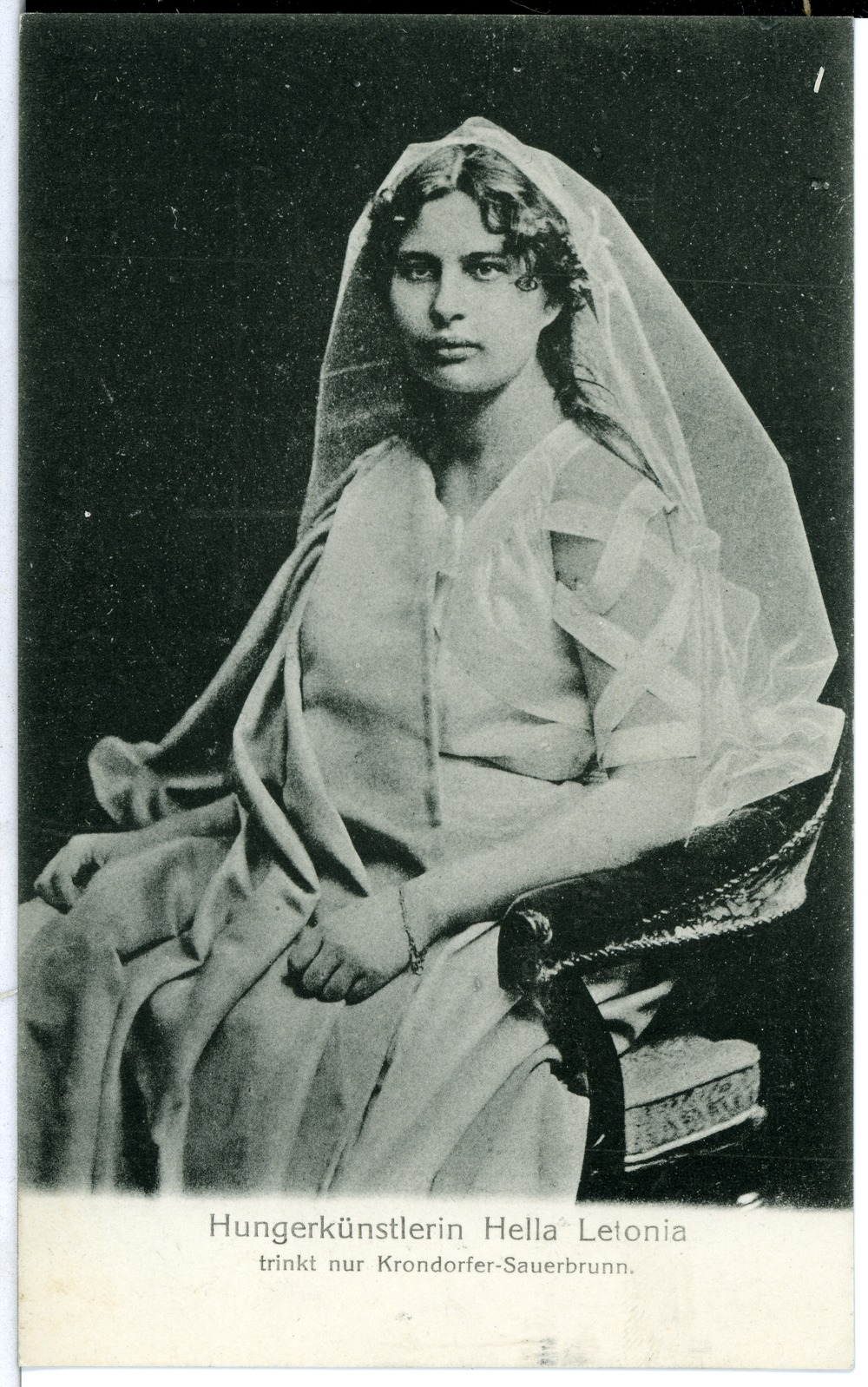

فناني الجوع أو المتضورون جوعا. فهم فنانون يقومون بتجويع انفسهم لفترات طويلة من الزمن لتسليةالجمهور الذين يدفعون المال. وكان أدائهم شائع في أمريكا وأوروبا في القرن الثامن والتاسع عشر وفي أوائل القرن العشرين. ظهرت هذه الظاهرة اولا في القرن السابع عشر، وشهدت ذروتها في عام 1880.
اغلب فناني الجوع هم من الذكور، يسافرون من مدينة لأخرى لأداء الصيام المعلن عنه على نطاق واسع لمدة تصل إلى 40 يوما. وقد تم اكتشاف العديد من الفنانين الذين خدعوا الجماهير اثناء أدائهم.
وقد نتقلت هذه الظاهرة للجماهير الحديثة من خلال قصة قصيرة «فنان الجوع» لفرانز كافكا.
ويجب على فناني الجوع التفريق بين ظاهرتين من الوقت: "صيام النساء" مثل تايلور مارثا ومور اللتان ترفضان تناول الطعام في حين بقائهم في المنزل، وتفسر عادة كنوع من المعجزة وقد تم اكتشاف احتيالهما في وقت لاحق. الظاهرة الأخرى هي "الهياكل العظمية الحية" والذين هم اشخاص لديهم نقص استثنائي في وزنهم ويؤدون عروض غريبة. سيجال قولدن يرى فناني الجوع بأنهم " نسخه رائعه حديثه في ضبط الذات" والتي يمكن أن تفسر بعبارات فوكولديان في سياق "الحاكمية الحديثة من "الحيوية."